# Hypopteromalus tabacum
Hypopteromalus tabacum is een vliesvleugelig insect uit de familie Pteromalidae. De wetenschappelijke naam is voor het eerst geldig gepubliceerd in 1864 door Fitch.